# Àrees protegides dels tres rius paral·lels de Yunnan
Els tres rius paral·lels de Yunnan delimiten una zona protegida que abasta una superfície de 1.700.000 hectàrees, situada en el nord-oest muntanyenc de la província xinesa de Yunnan, que cobreix una part de les capçaleres de tres importants rius de l'Àsia: el Iang-Tsé, el Mekong i el Salween. Va ser inclosa l'any 2003 en la llista del Patrimoni Mundial de la UNESCO.

## Descripció
El Iang-Tsé, el Mekong i el Salween creuen de nord a sud, amb els seus cursos paral·lels, una cadena de muntanyes amb pics que superen els 6.000 m d'alçada i profunds gorgs amb profunditats de fins a 3.000 m. A l'indret es troben també la gorja del Salt del Tigre i la glacera de Mingyongqia.
El lloc gaudeix de climes molt variats, que van des del subtropical fins a les valls glacials de les muntanyes, i una rica i excepcional biodiversitat. D'acord amb UICN, seria difícil trobar un lloc a una altra regió muntanyenca del món, que pugui superar-lo en diversitat ecològica i topogràfica. S'han descrit unes 6000 espècies de plantes i 173 espècies de mamífers (81 endèmiques), 414 d'aus, (22 endèmiques), 59 de rèptils (27 endèmiques), 36 d'amfibis (25 endèmiques) i 76 de peixos (35 endèmiques).

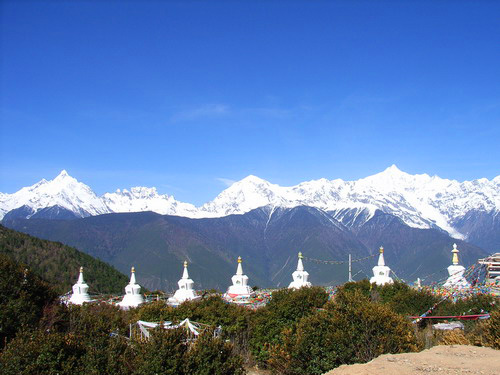
Cadena muntanyenca de Meili Xue Shan
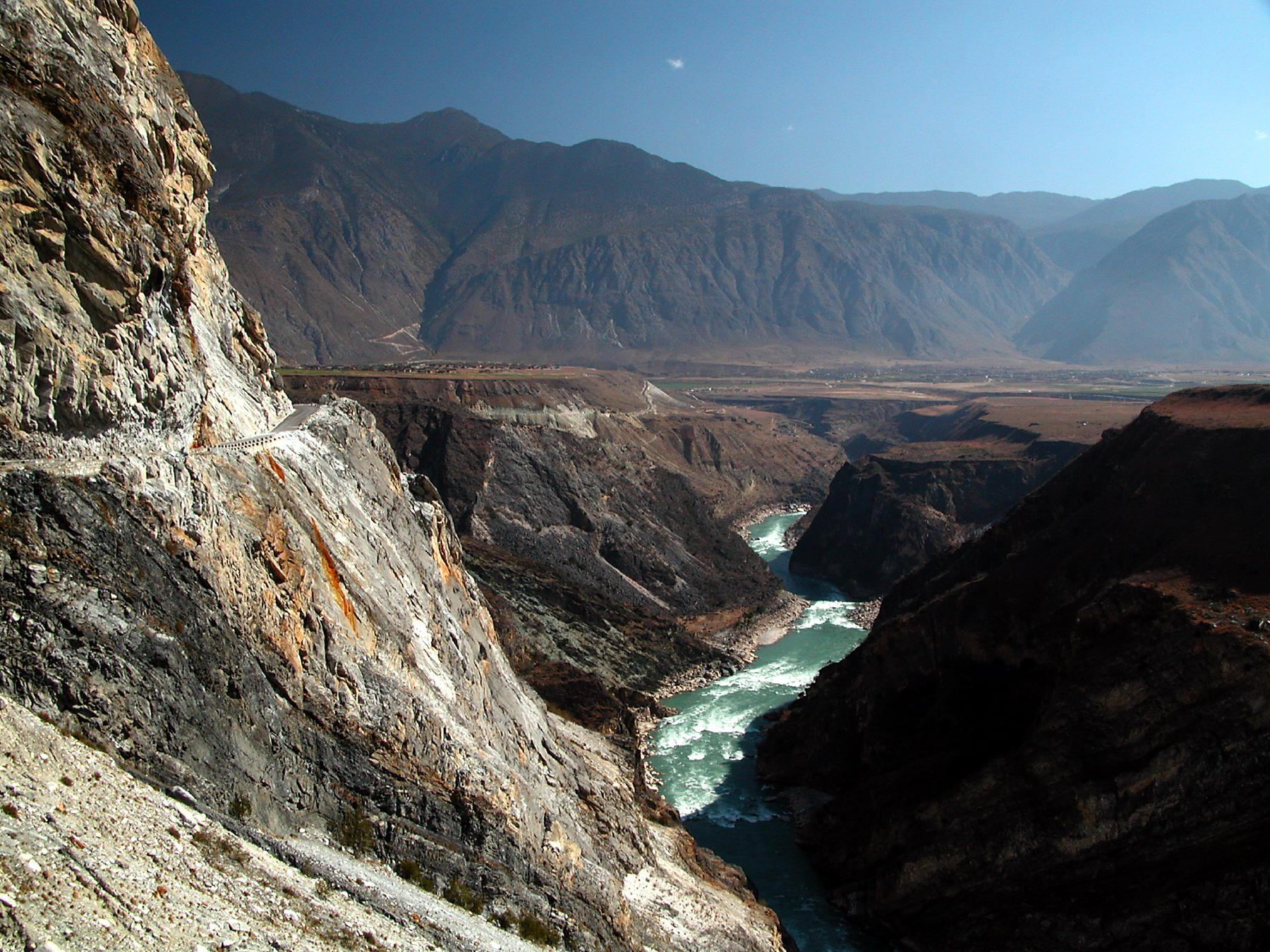
Els trams superiors del riu Iang-Tsé
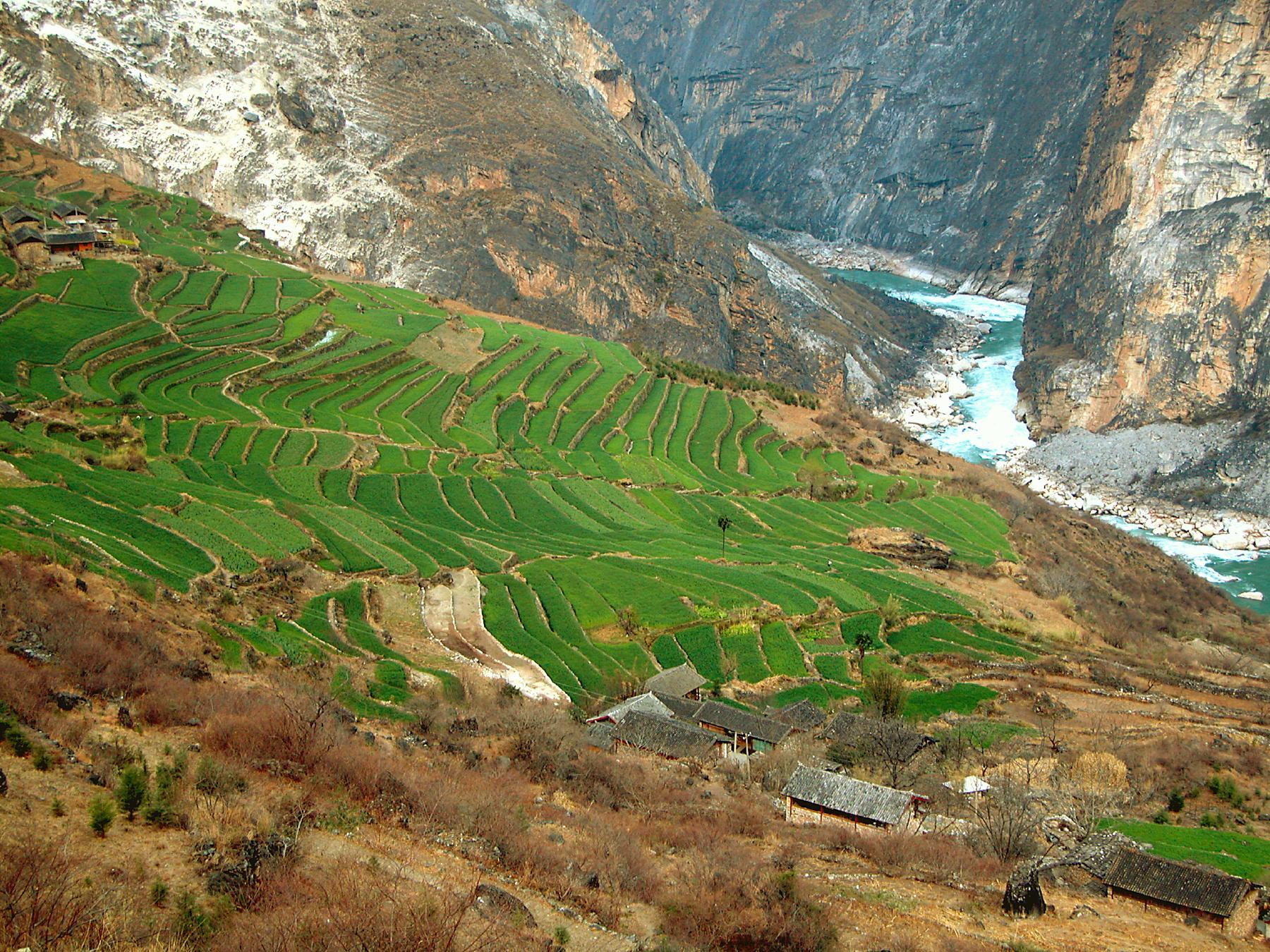
Terrasses d'arròs en els vessants de la gorja del Salt del Tigre
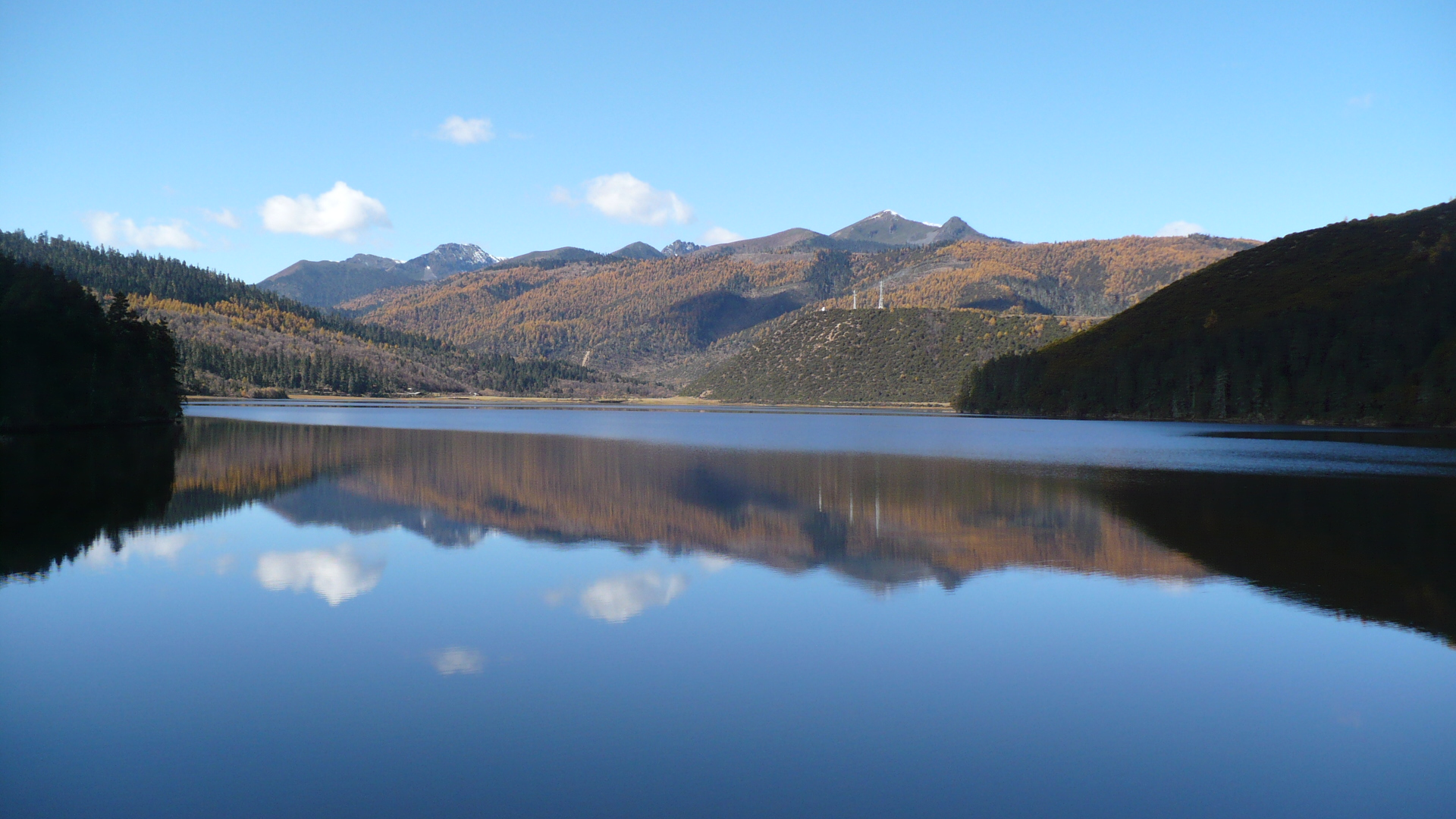
El llac Bita